# 阮玉巽隨

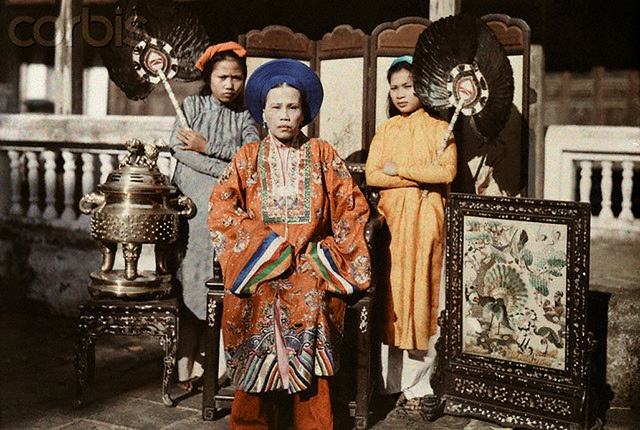
1930年的美良公主與侍女

美良公主阮玉巽隨（越南语：／；1872年—1955年），越南阮朝育德帝長女，生母不詳。

## 生平
嗣德二十五年（1872年），阮玉巽隨在順化京城出生。成泰九年（1897年）正月，成泰帝封巽隨為美良公主，并將她下嫁延祿郡公阮紳之子阮繥。1955年左右，公主去世，享年八十四歲。

## 家庭
美良公主共有两段婚姻，第一次嫁给了延禄郡公阮绅之子阮繥，两人育有一女，名叫阮氏玉簪（Nguyễn Thị Ngọc Trâm），是一名著名歌手，艺名明庄。公主第二次嫁给了阮繥的兄弟阮繼，两人育有一女，名叫阮氏錦荷（Nguyễn Thị Cẩm Hà）。